# Primo contatto
Primo contatto è un termine tipicamente usato per descrivere il primo incontro tra due culture che precedentemente non si conoscevano.

## Tema nella fantascienza

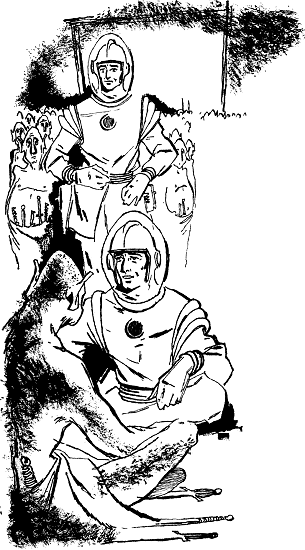
Un incontro tra terrestri e alieni come immaginato in molte opere di fantascienza. Illustrazione di Scattergood per il racconto Warrior Race di Robert Sheckley, Galaxy Science Fiction novembre 1952.

Il tema del primo contatto è noto soprattutto nell'ambito delle opere di fantascienza che trattano del primo incontro tra esseri umani ed extraterrestri.
A questo tema sono state dedicate intere serie. Un classico è la serie di romanzi dei Free Traders (1966-) di Andre Norton. Una trattazione moderna, che usa segnali radio invece delle astronavi, si ritrova nei romanzi Gli ascoltatori (Listeners, 1972) di James Gunn e Contact (1985) dell'astrofisico Carl Sagan, veri e propri manifesti del progetto SETI.
Una variazione originale sul tema  è quella di James White  con il suo romanzo Incontro nell'abisso (The watch below , 1965) in quanto si svolge in ambiente sottomarino sulla Terra e con modalità del tutto inconsuete.
Ultimatum alla Terra, un film del 1951 liberamente tratto dal racconto Addio al padrone (Farewell to the Master, 1940) di Harry Bates, mostra le incomprensioni ed il clima di diffidenza che potrebbero segnare e rovinare il buon esito di un primo contatto fra la civiltà terrestre ed una maggiormente avanzata, che avvenisse sulla Terra.
Nell'universo immaginario di Star Trek, il primo contatto ufficiale tra umani e alieni (Vulcaniani) è collocato il 5 aprile 2063 (descritto nel film Primo contatto). Nella serie tv Star Trek (trasmessa in tv dal 1966) il primo contatto è uno dei temi fondamentali, dato che la missione originale della nave stellare Enterprise è proprio quella di "esplorare nuovi mondi, alla ricerca di nuove forme di vita e nuove civiltà", seppure nel rispetto della Prima direttiva della Federazione dei Pianeti Uniti che proibisce il contatto diretto con culture tecnologicamente arretrate, per non influenzarne lo sviluppo autonomo.
Di diverso esito invece il primo contatto descritto ne La guerra dei mondi, romanzo di H. G. Wells da cui si sono tratte due riduzioni cinematografiche, la prima di Byron Haskin (1953) e la seconda di Steven Spielberg (2005), senza dimenticare il celebre programma radiofonico del 1938 di Orson Welles che gettò nel panico parte della popolazione degli Stati Uniti. La storia descrive la potenza distruttrice di una civiltà avanzata che cerca spietatamente di invadere la Terra ma che viene fermata dai batteri, ai quali animali ed esseri umani sono immuni.
Prima di Star Trek, la narrativa popolare aveva disegnato gli alieni quasi sempre come esseri malvagi desiderosi di conquistare il pianeta abitato dagli umani. Lo stereotipo dell'alieno malvagio, "nemico" per eccellenza, è stato in genere ricondotto sul piano sociologico alla metafora della xenofobia tra le superpotenze USA e URSS durante la guerra fredda; tale visione viene superata nei film di successo Incontri ravvicinati del terzo tipo (1977) e soprattutto E.T. l'extra-terrestre (1982), entrambi del regista Steven Spielberg. Non mancano comunque esempi di regressione alla tematica del nemico, come ad esempio il film Independence Day del 1996, nel quale una non identificata razza extraterrestre cerca di invadere la Terra ma viene sconfitta dalla flotta aerea degli Stati Uniti guidata dal loro giovane presidente, ex aviatore.
Una rappresentazione  di primo contatto è nella prima sequenza del film Valerian e la città dei mille pianeti, dove dopo gli incontri degli equipaggi di navicelle spaziali  americani e russi, poi americani e cinesi, poi indiani,  gli arabi, infine  il comandante stringe la mano ad un essere alieno particolarmente vischioso.
Poiché tutto lascia supporre che non ci sia mai stato un contatto tra umani e specie extraterrestri, il livello dello shock culturale che si potrebbe avere in un caso simile è altamente speculativo. Nella fantascienza, spesso lo scontro tra specie intelligenti produce la guerra, tuttavia alcuni scrittori, come Arthur C. Clarke, hanno ipotizzato che la distanza fisica e tecnologica che esisterebbe tra le due specie sarebbe talmente vasta che scenari in stile Guerre stellari sarebbero altamente improbabili. Si immagini ad esempio come soldati del XVI secolo potrebbero affrontare armamenti del XXI secolo. Moltiplicando questo tipo di gap tecnologico per migliaia o addirittura milioni di anni di ulteriore sviluppo, come potrebbe essersi avuto in una specie extraterrestre, diventa chiaro che le differenze potrebbero essere potenzialmente tali da rendere assurda una guerra. La semplice statistica suggerisce che è improbabile che due civiltà vicine si trovino contemporaneamente allo stesso stadio di sviluppo tecnologico.

## Antropologia
Il tema del primo contatto non è limitato alla fantascienza. Ad esempio, molte storie del "Vecchio West" presentavano un primo contatto tra l'uomo bianco e i nativi americani (non a caso i primi episodi della serie Star Trek appaiono modellati sui film western).
È chiaro dalle registrazioni storiche tra società della stessa specie, che la natura esplosiva del primo contatto generalmente favorisce la parte tecnologicamente più avanzata, con conseguenze spesso drammatiche per la controparte meno progredita. È quasi impossibile prevedere cosa potrebbe essere la prima interazione tra due differenti specie intelligenti. Al di là della barriera linguistica, le differenze fisiche potrebbero rendere impossibile (o forse ripugnante) una comune base di esperienze condivise.